# Acta Tomiciana
Acta Tomiciana – obszerny zbiór dokumentów źródłowych i akt urzędowych, zwłaszcza dokumentów i korespondencji kancelarii królewskiej zebranych przez historyka i sekretarza kancelarii Stanisława Górskiego (ok. 1497–1572).
Powstały one za panowania Zygmunta I Starego i Zygmunta II Augusta, przede wszystkim w okresie urzędowania podkanclerzego Piotra Tomickiego. Od jego nazwiska pochodzi nazwa nadana zbiorowi w XVIII wieku przez Jana Daniela Janockiego, a rozpowszechniona w XIX wieku.
Stanisław Górski gromadził początkowo rękopisy i korespondencję pisarzy polskiego renesansu (Kallimacha, Dantyszka, Krzyckiego, Orzechowskiego), później poświęcił się jednak gromadzeniu dokumentacji wszelkiego rodzaju spraw państwowych obejmujących zakresem czasowym panowanie Jana Olbrachta, Aleksandra i Zygmunta Starego. Zgromadzone materiały mają wartość nie tylko dla kultury polskiej, ale także dziedzictwa historycznego krajów sąsiednich, takich jak Węgry, Niemcy, Litwa, Rumunia, Słowacja i Czechy. Większość zbioru (około 80% brulionów i oryginałów) uzyskał na własność kanclerz Jan Zamoyski, w wyniku czego stały się częścią zbiorów rodowych Zamoyskich w Biblioteka Ordynacji Zamojskiej. Po II wojnie światowej Teki, wraz ze zbiorami Biblioteki Ordynacji Zamojskiej, trafiły do Biblioteki Narodowej jako wieczysty depozyt.
Praca Stanisława Górskiego przechodziła dwa stadia - stadium wstępnego gromadzenia dokumentów i stadium ostatecznego gromadzenia zbioru sporządzonego w układzie chronologicznym, z różnymi poprawkami, tak merytorycznymi, jak i np. stylistycznymi. Owoce pracy pierwszego stadium zbiera tzw. Teka Górskiego, w skład której wchodzi 29 tek gromadzących 4000 dokumentów. Wysokiej jakości skany całości Tek Górskiego dostępne są w bibliotece cyfrowej Polona.
Zbiór Górskiego zachował się w trzech różnych redakcjach, zgromadzonych głównie w Bibliotece Narodowej, Bibliotece Kórnickiej i Bibliotece Czartoryskich. Zbiór Biblioteki Narodowej składa się z 29 tomów, zawierających około 6265 luźnych papierowych kart. Tomy noszą wspólną sygnaturę BOZ 2053. Zbiór ten pochodzi z dawnej Biblioteki Ordynacji Zamojskiej.
Część (tom I–XIII) została wydana drukiem staraniem Fundacji Działyńskich (Poznań, 1852–1912) przez Bibliotekę Kórnicką (tomy I–VIII, 1852–1860; tomy IX–XIII, 1876–1915). Tomy XIV–XVII wydał po II wojnie światowej Władysław Pociecha (Poznaniae 1952 – 1957 – 1960/1961 – 1966), edycja jednak nie została do tej pory ukończona. Tom XVIII wydali w 1999 Wacław Urban i Andrzej Wyczański nakładem Biblioteki Kórnickiej. Ostatnie tomy zawierają liczne uzupełnienia wydawców.
W 2021 Teki Górskiego zostały wpisane na Polską Listę Krajową Programu UNESCO „Pamięć Świata”.